# 全日本中学生カーリング選手権大会
全日本中学生カーリング選手権大会 (ぜんにほんちゅうがくせいカーリングせんしゅけんたいかい) は、日本カーリング協会が主催する中学生を対象としたカーリングの日本選手権大会。特別協賛は、全国農業協同組合連合会。

## 沿革
第1回大会は、2022年8月6日から8月7日にかけて新潟県新潟市のMGC三菱ガス化学アイスアリーナで開催された。

## 出場資格
中学校に在籍し、日本カーリング協会に加盟する各都道府県のカーリング協会が推薦するチームであること。チーム編成は、男子、女子、混合のいずれも可能であり、都道府県を跨いだ混合チームも認められている。

## 歴代大会
| 開催回 | 日程                    | 会場                          | 優勝     | 準優勝       | 3位          | 備考          |
| ------ | ----------------------- | ----------------------------- | -------- | ------------ | ------------ | ------------- |
| 1      | 2022年8月6日 - 8月7日   | MGC三菱ガス化学アイスアリーナ | いわてCA | 青森CA       | チーム御代田 | [ 5 ] [ 6 ]   |
| 2      | 2023年7月29日 - 7月30日 | MGC三菱ガス化学アイスアリーナ | 青森CA   | 東京都協会   | いわてCA     | [ 7 ]         |
| 3      | 2024年7月26日 - 7月28日 | MGC三菱ガス化学アイスアリーナ | 帯広CA   | 青森CA       | 御代田中学校 | [ 8 ] [ 9 ]   |
| 4      | 2025年7月25日 - 7月27日 | MGC三菱ガス化学アイスアリーナ | 青森CA   | 軽井沢中学校 | 名寄協会JC   | [ 10 ] [ 11 ] |